# Salusands havsbad

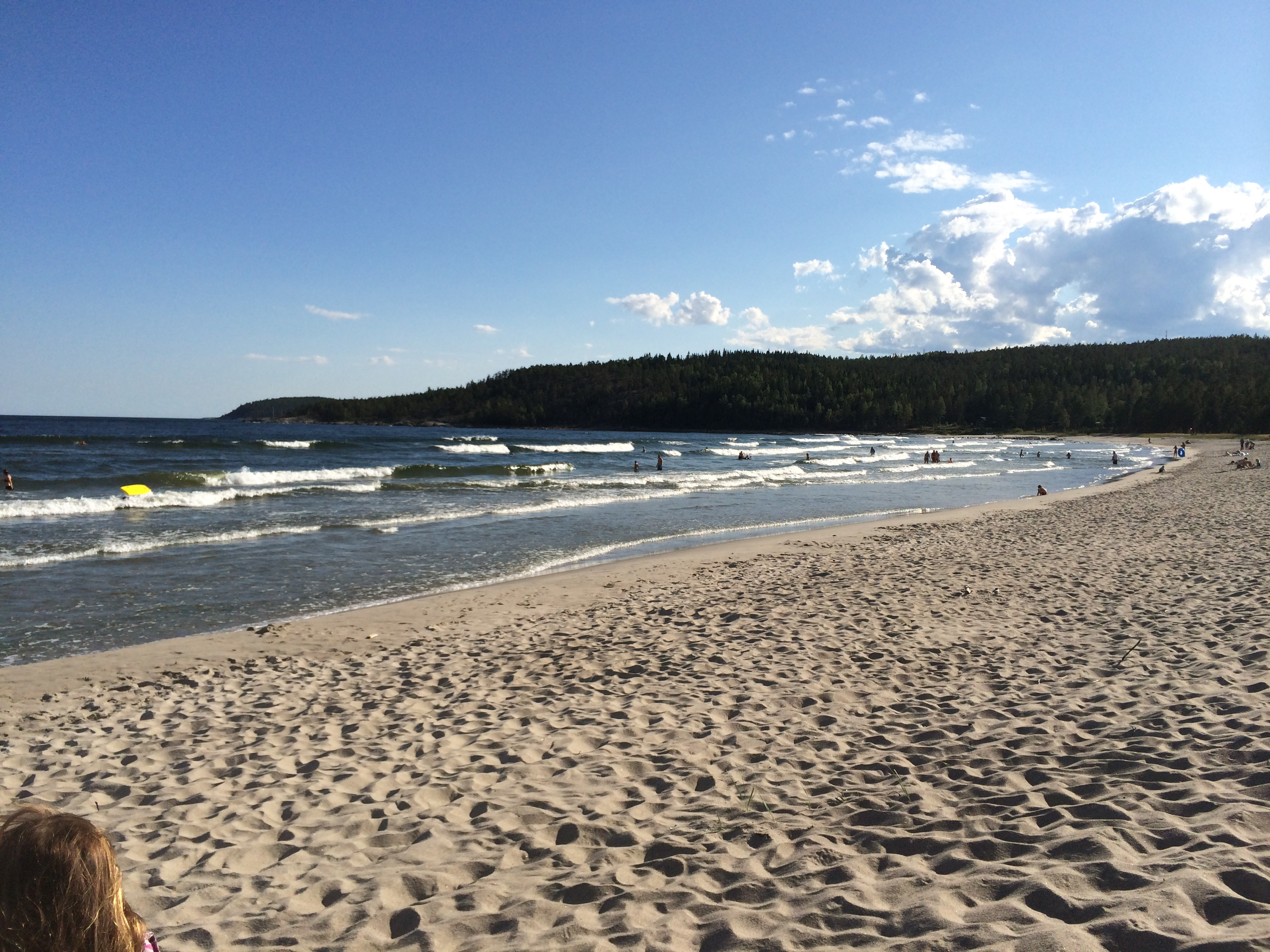
Miljöbild från Salusands havsbad.

Salusands havsbad ligger vid E4, 45 kilometer norr om Örnsköldsvik, vid Saluåns utlopp. Sanddyner sträcker sig ned mot en kilometerlång sandstrand. Den speciella miljön har avsatts som Natura 2000-område Salusand.
Vid havsbadet finns camping med husvagnsparkering, stuguthyrning, restaurang, kiosk med mera.